# Брояко Надія Богданівна
Надія Богданівна Брояко (нар. 1960, Івано-Франківськ) — українська бандуристка. Заслужений діяч мистецтв України.

## Життєпис
Закінчила Національну музичну академію України ім. П. І. Чайковського клас бандури Алли Маркіянівни Шептицької.
Лауреат Всеукраїнського конкурсу бандуристів в Одесі.
Викладала гру на бандурі у Харківському інституті мистецтв.
Працювала директором Івано-Франківського музично-драматичного театру. Вела клас бандури у Прикарпатському національному університеті імені Василя Стефаника.
Професор кафедри бандури та фольклору Київського національного університету культури і мистецтв, кандидат мистецтвознавства.
Виробила концепцію науково-теоретичного осмислення проблеми формування виконавської майстерності бандуристів, що ґрунтується на детальному аналізі специфіки звуковидобування на бандурі.

## Праці
- Теоретичні аспекти виконавської техніки бандуриста [Архівовано 8 січня 2016 у Wayback Machine.] — Івано-Франківськ, 1997 (148 с.)
- Методика навчання гри на бандурі: навчальний посібник / Надія Богданівна Брояко. — К.: КНУКіМ, 2007. — 230 с.